# Eugen Huber
Den här sidan handlar om den schweizska juristen, för den ungerska violinisten Jenő Hubay.
Eugen Huber, född den 13 juli 1849, död den 23 april 1923, var en schweizisk jurist.
Huber blev professor i Basel 1880, i Halle 1888 och i Bern 1892. Efter en rik och omfattande författarverksamhet, med bland annat System und Geschichte des schweizerischen Privatrechts (4 band, 1886-93), erhöll Huber av Schweiz regering i uppdrag att utarbeta en för hela landet gemensam lagbok i civilrätt, där förut stor splittring rått. Arbetet, Schweizerisches Zivilgesetzbuch utkom 1907, och rönte allmänt erkännand i in- och utlandet, efterbildades i flera andra länder och alstrade en rik litteratur.